# Unigel
A Unigel é a segunda maior petroquímica do país. A multinacional brasileira nasceu em 1966, pela mente inventiva dos engenheiros químicos e fundadores Henri Slezynger e Edgardo Menghini, que, com um espírito empreendedor, ampliaram os negócios da companhia por meio de aquisições, incorporações e fusões.
Atualmente, a companhia é a maior produtora latino-americana de acrílicos e estirênicos com operações verticalmente integradas e uma carteira diversificada de produtos. A Unigel opera em quatorze plantas químicas localizadas no Brasil e no México. 
Em 2022, Slezynger ocupou o décimo-quinto lugar na lista que reúne os 20 bilionários brasileiros self-made.

## Atuação
No backoffice da cadeia produtiva, a empresa produz matéria-prima para indústrias de segmentos variados e, dessa forma, consegue estar presente em diversos produtos que fazem parte do cotidiano, como, por exemplo, componentes internos de refrigeradores, carpetes, lanternas automotivas e até unhas artificiais.  
A governança corporativa está sob o comando do CEO Reinaldo Kröger, que, desde maio de 2015, direciona a atuação da companhia, que é líder nos mercados brasileiro e mexicano na maioria dos seus produtos.

## Produtos
Na busca constante para oferecer soluções e produtos inovadores para o mercado, a Unigel desenvolveu tecnologias próprias:
- Polimerização de Resina Acrílica (PMMA)
- Processo contínuo de Metacrilatos (MMA/EMA)
- Síntese de Acetona Cianidrina (ACH)
- Recuperação de Acetonitrila

### Acrílico
A produção de acrílicos da Unigel tem grande foco no mercado externo e evidencia a diversidade de aplicações em que podem ser encontrados os produtos Unigel. A acrilonitrila, por exemplo, tem 95% de sua destinação para a exportação, com destaque para Índia, Malásia, Peru, Coreia, Tailândia, México, China, Taiwan e Turquia. É um produto que leva a Unigel para o dia a dia de todas as pessoas, por meio de sua ampla gama de aplicações: fibras acrílicas, comumente conhecidas pelas roupas; fabricação de resinas SAN e ABS – matérias-primas muito utilizadas na indústria automotiva, eletroeletrônicos e utilidades domésticas; e itens em fibra de carbono, com especial potencial para o setor de aviação.

### Estirênicos
O estireno é um produto essencial na operação na Unigel, uma vez que dele derivam outros importantes materiais também produzidos pelo Grupo e outras empresas. Além do poliestireno, entre as suas principais aplicações do monômero destacam-se a resina acrílica para tintas, a resina poliéster, o poliestireno expandido (EPS), a borracha utilizada pelo mercado automotivo (pneus, sobretudo), o látex e a resina ABS para mercado automotivo.

### Fertilizantes
O fertilizante sulfato de amônio, apresentado no mercado como Sulfagel (farelado) e Nitrogel (granulado), é utilizado para adubação nitrogenada das culturas de algodão, milho, café, cana-de-açúcar e hortaliças. Para o agronegócio, trata-se de uma fonte estável de nitrogênio, responsável pelo desenvolvimento vegetativo, e enxofre, indispensável à fotossíntese.
Entre suas características, destacam-se a menor perda por volatilização, o melhor aproveitamento pelas plantas (absorção) e o efeito sinérgico entre nitrogênio e enxofre.
A produção da Unigel neste segmento é 100% voltada ao mercado interno, com presença em todas as regiões do país. O fornecimento, a granel ou em big bags, é feito às misturadoras ou diretamente aos produtores rurais.

### Látex
Além do mercado local, a Unigel está presente na Argentina, Chile e Colômbia nesse segmento. O látex produzido pela Unigel é utilizado, prioritariamente, nas indústrias de celulose (papel e papel cartão), pisos (carpetes, tapetes e grama sintética) e aplicações especiais, como fitas adesivas (escolar, construção e automotivo), calçados (biqueiras e palmilhas), construção civil (impermeabilizantes, composição de concreto e cimento), esponjas e não tecidos (TNT e panos multiuso, por exemplo).

### Mineração
O cianeto de sódio, formado por ácido cianídrico (HCN) e soda cáustica, é utilizado basicamente para mineração de ouro e prata, embora também compreenda, entre suas aplicações, a galvanoplastia e as indústrias agroquímica e farmacêutica.
A Unigel, única produtora de cianeto de sódio na América Latina, comercializa-o em sua forma primária – a líquida (em solução, concentrado a 35% aproximadamente), em pó e briquetes. Além do Brasil, a atuação da Unigel em mineração é internacional: Argentina, Bolívia, Chile, China, Coréia, Espanha, Estados Unidos, México, Nicarágua, Panamá, Peru, República Dominicana, Uruguai e Venezuela.